# Парфенопа (сирена)

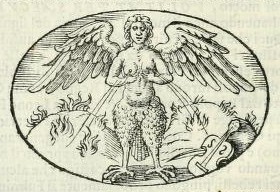
Изображение Парфенопы из «Delle imprese trattato» Джулио Чезаре Капаччо

Парфенопа (др.-греч. Παρθενόπη) — одна из Сирен в древнегреческой мифологии. Её имя переводится как «девичий голос».

## Миф
Согласно древнегреческой легенде Парфенопа была дочерью бога Ахелоя и музы Терпсихоры:35. Она бросилась в море и утонула, когда её песни не смогли соблазнить Одиссея:293. По преданию её тело выбросило на берег в Неаполе, на остров Мегариде, где сейчас располагается замок Кастель-дель-Ово. Когда люди из города Кумы поселились в этой местности, они назвали основанный ими город Партенопой в её честь.
Римский миф рассказывает другую версию этой истории, в которой кентавр по имени Везувий был влюблён в Партенопу. Разгневанный Юпитер превратил кентавра в вулкан, а Партенопу — в город Неаполь. Так согласно легенде, когда обращённый в вулкан кентавр уже не может сдерживать свои чувства, они проявляются в его частых яростных извержениях.

## В литературе и искусстве
Партенопа была изображена в различных произведениях литературы и искусства: от древних монет с её обликом до фонтана Спинакорона, где она представлена тушащей огонь Везувия водой из своей груди. В своих «Георгиках» Вергилий утверждал, что его воспитывала Партенопа:
Сладостной в те времена был я — Вергилий — питаем
Партенопеей…:289
Кроме того, Партенопа послужила источником вдохновения для ряда других произведений, таких как опера «Парфенопа» мексиканского композитора Мануэля де Сумайи и древнегреческий роман «Метиох и Парфенопа». Кроме того, несколько опер, основанных на мифе о Парфенопе, были написаны в XVIII веке: Сарро (1722), Винчи (1725), Генделем (1730), Вивальди (1738) и Хассе (1767).
В честь Парфенопы назван астероид (11) Парфенопа, который был открыт в 1850 году в обсерватории Каподимонте в Неаполе.
В 2024 году итальянский режиссёр Паоло Соррентино снял полнометражный фильм с одноименным названием «Партенопа». Отчасти фильм посвящен переосмыслению данного древнегреческого мифа.